# Cerianthus malakhovi
Cerianthus malakhovi is een Cerianthariasoort uit de familie van de Cerianthidae. De wetenschappelijke naam van de soort is voor het eerst geldig gepubliceerd in 2001 door Molodtsova.